# Lluís Torner i Bové
Lluís Torner i Bové (Barcelona, 1 de febrer de 1922 - 4 de juliol de 1999) va ser un actor de teatre i de cinema català. Va debutar l'any 1941. Fill d'actors (la seva mare fou Laura Bové i el seu pare Lluís Torner). Van tenir companyia pròpia a les dècades 20 i 30 del segle xx. Altres membres de la família també es van dedicar a l'espectacle.

## Teatre
- 1949, 13 d'octubre. El personatge de Genís a l'obra L'hostal de l'amor, de Ferran Soldevila. Estrenada al teatre Romea de Barcelona.
- 1951, 6 de febrer. El personatge de Miró a l'obra Bala perduda, de Lluís Elias. Estrenada al teatre Romea, de Barcelona.
- 1960, 27 de gener. El senyor Perramon de Josep Maria de Sagarra. Estrenada al teatre Candilejas de Barcelona.
- 1963, 29 octubre. Don Joan de Ferran Soldevila. Estrenada al teatre Romea de Barcelona.
- 1968. Las noches bajas de Ana o mi marido tiene un turca, original de Rafael Richart. Al Teatre Victòria (Barcelona).
- 1971. Defensa índia de rei, original de Jaume Melendres. Direcció de Ricard Salvat. Teatre Poliorama de Barcelona.
- 1986. Per un si o per un no de Nathalie Sarraute. Estrenada al Teatre Poliorama de Barcelona, per la Companyia Flotats.
- 1988. Lorenzaccio d'Alfred de Musset. Estrenada al teatre Poliorama de Barcelona, per la companyia Flotats.
- 1990. Les tres germanes d'Anton Txékhov. Estrenada al teatre Poliorama de Barcelona, per la companyia Flotats.
- 1992. El sarau de Joan Brossa. Estrenada al teatre Poliorama de Barcelona. Direcció: Hermann Bonnín.
- 1992, 8 d'abril. Cavalls de mar de Josep Lluís i Rodolf Sirera. Posada en escena: Josep Maria Flotats. Estrenada al teatre Poliorama.
- 1994. Cal dir-ho? d'Eugène Labiche. Estrenada al Teatre Poliorama de Barcelona.
- 1997. L'auca del senyor Esteve de Santiago Rusiñol. Estrenada al Teatre Nacional de Catalunya.
- 1998. En el personatge de El doctor Baruc, professor de química a l'obra Galatea de Josep Maria de Sagarra. Estrenada al Teatre Nacional de Catalunya.
- 1999. Mesura per mesura de William Shakespeare. Direcció de Calixto Bieito. Estrenada al Teatre Nacional de Catalunya. Aquesta va ser la seva darrera intervenció en el teatre. Va haver d'abandonar les actuacions abans de finalitzar la temporada.

## Filmografia
- 1961. Tierra de todos.
- 1964. Muere una mujer.
- 1965. Con el viento solano.
- 1974. Chicas de alquiler. Director: Ignacio F. Iquino.
- 1976. Les llargues vacances del 36.
- 1979. Un millón por tu historia.
- 1980. Dos pillos y pico. Director: Ignacio F. Iquino.
- 1980. La caliente niña Julieta. Director: Ignacio F. Iquino.
- 1982. Interior Roig. Director: Eugeni Anglada i Arboix.
- 1982. La revolta dels ocells. Lluís Josep Comeron.
- 1985. Yo, el Vaquilla. Directors: José Antonio de la Loma i José Antonio de la Loma, fill.